# Povstání rudých turbanů
Povstání rudých turbanů (čínsky v českém přepisu Chung-ťin č’-luan, Chung-ťin čchi-i, pchin-jinem Hóngjīn zhī luàn, Hóngjīn qǐyì, znaky zjednodušené 红巾之乱/红巾起义, tradiční 紅巾之亂/紅巾起義) bylo povstalecké hnutí v Číně proti mongolské nadvládě, které začalo roku 1351 a skončilo pádem jejich říše Jüan a založením čínské říše Ming roku 1368.
Povstání začalo roku 1351 jako rolnické vzpoury vedené různými náboženskými a sektářskými skupinami, především společností Bílého lotosu; postupně se rozrůstalo a vtahovalo do sebe stále širší vrstvy obyvatelstva. Účastnilo se ho velké množství různých skupin, jejichž vůdci se prohlašovali králi či císaři, odvozovali svůj původ od sungských vládců, opírali se o legendy a mystická proroctví. S růstem lidového hnutí boje na obou stranách přerostly v občanskou válku – mezi sebou bojovali jak vzbouření mongolští generálové, tak i čínští vůdci různých skupin Rudých turbanů a protimongolské opozice, přičemž občas uzavírali spojenectví s mongolskými generály. Z válek vyšel vítězně Ču Jüan-čang, který se zpočátku usadil v Nankingu, po upevnění své moci rozbil vojska ostatních vůdců Rudých turbanů a dalších povstaleckých států, roku 1368 se prohlásil císařem nové dynastie Ming a dobyl mongolské hlavní město Ta-tu. Během několika dalších let konsolidoval svoji moc obsazením zbývajících oblastí Číny.

## Příčiny

### Poměry vjüanské Číně
Mongolská nadvláda nebyla v Číně populární. Mongolové a Se-muové, přestože tvořili pouze malou část obyvatelstva, obsazovali většinu míst ve státní správě. Diskriminovaní Číňané měli nízké postavení; zejména pak jižní, kteří měli uzavřen přístup do státní správy, zakázáno nošení zbraně, lov, v noci svítit a pohybovat se po městech či vesnicích. Pro sociální status byla, přes rozdělení obyvatelstva podle etnického klíče, rozhodující výše majetku. Přirozeně pod mongolskou vládou měly moc a bohatství především nečínské skupiny. I když vláda říše Jüan čínskou kulturu a představitele různých náboženství respektovala, všemožně podporovala především buddhismus, zatímco další víry byly víceméně jen trpěné.
Původně svobodní rolníci v průběhu doby přecházeli do panství mongolských feudálů, ale celková výše daní a pracovních povinností, rozepsaná na regiony, se neměnila. Z toho plynoucí růst odvodů státu vyvolával nespokojenost zbylých poplatníků. Rolníci závislí na velkých pozemkových vlastnících zase trpěli nepřiměřenou výši nájmů, což určilo charakter povstání v jižní Číně, namířeného především proti místním velkým pozemkovým vlastníkům.
Od počátku 14. století se v Číně objevovala občasná povstání. Současně jüanská vláda slábla a postupně přestávala být schopná vynucovat pořádek. V těchto podmínkách banditismus rostl z drobného problému ve všeobecnou hrozbu. Obyvatelstvo na to reagovalo ozbrojováním. Zbraně, dříve na vesnici vzácné, se staly běžnými. Do čela místních domobran se stavěli vesměs příslušníci džentry, přirození vůdci lokálních komunit. Jüanská vláda leckdy jejich snahu uznala udělením titulů a hodností ve státní správě. Stejný postup používala i k neutralizaci úspěšných banditů.

### Ideologie povstalců
Ideologickou opozici mongolské vládě tvořili konfuciánští literáti a dále radikálové sdružení v milenaristických sektách ovlivněných manichejskými a buddhistickými vlivy.
Začátkem 14. století sílil byrokratický prokonfuciánský směr vládní politiky, jeho stoupenci prosadili i obnovení úřednických zkoušek. Obecně džentry akceptovala mongolskou vládu, vždy doufajíce v reformy, a podporovala status quo v regionech. Mnozí vzdělanci přijali místa v administrativě, ale jiní se pod tlakem mongolského přezírání stáhli do soukromí. Naděje na převládnutí čínských hodnot a způsobů správy se však nenaplnily, čínští vzdělanci zůstávali v podřízeném postavení. Postupně se proto odtažitost ke státu zvyšovala a džentry se přikláněla i k rebelům, pokud tito vystupovali na podporu řádu.
Zatímco čínští literáti vzpomínali na sungskou éru, kdy vládli zemi, mezi lidem se šířily zvěsti o mesiáši přinášejícím vysvobození. Skupiny nespokojenců, uprchlíků a banditů, rozšířené v době hladu a slabé vlády, sblížila víra, milenaristické ideje převzaté z manicheismu.

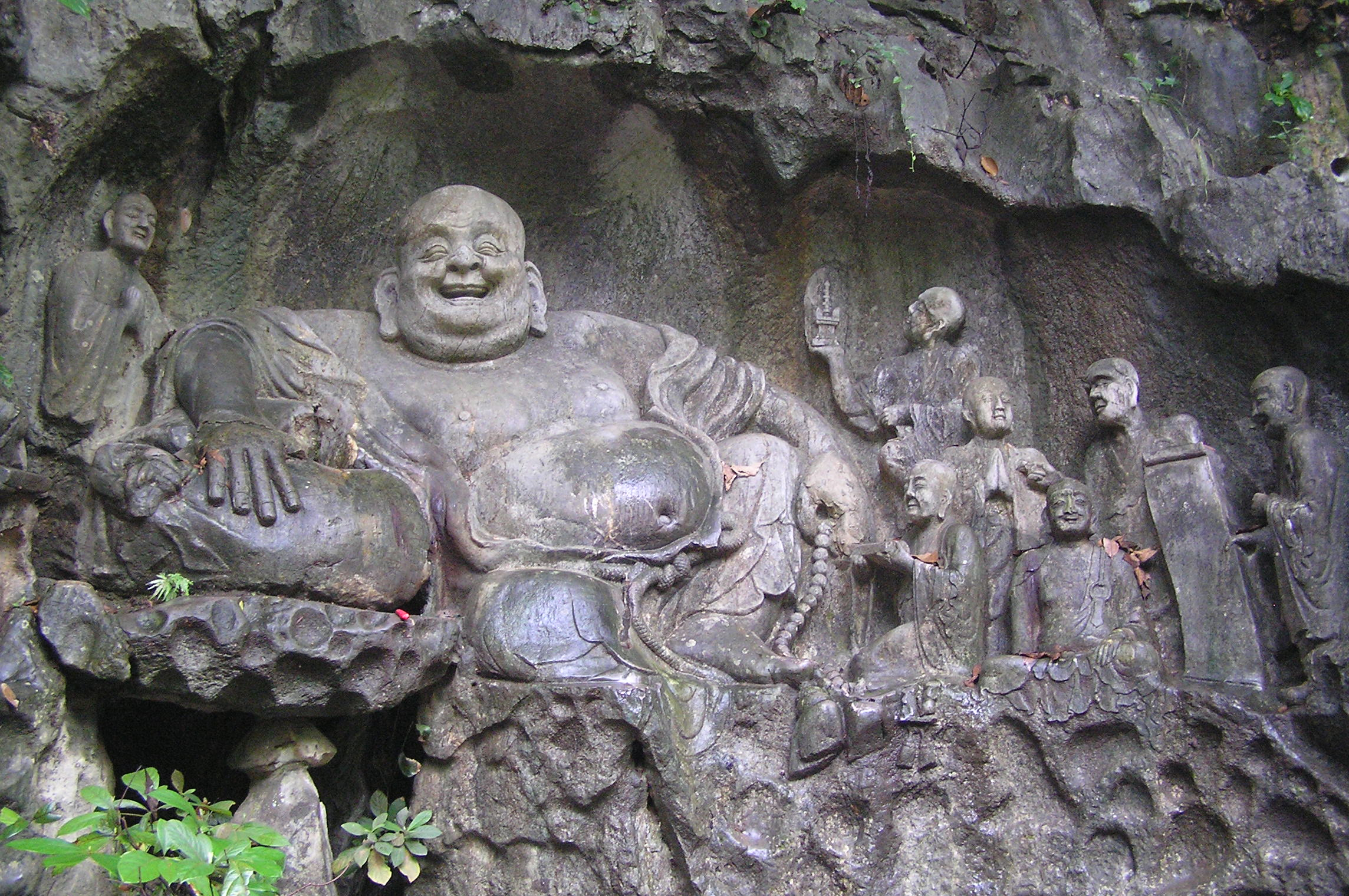
Maitréja a učedníci, jeskyně na hoře Fej-laj-feng u kláštera Ling-jin

Manicheismus (ming ťiao) byl rozšířený podél jihovýchodního pobřeží Číny, získal podporu i v Ťiang-si, An-chueji a jižní části Severočínské nížiny. Chápání světa jako zkaženého a potřebujícího násilné očištění sbližovalo manichejce s buddhistickými opozičníky uctívajícími buddhu Maitréju. Spojením starších čínských tradic s manichejskými a buddhistickými prvky vznikala v prostředí malých sekt vedených populárními vůdci nová živá syntéza. Opozičníci věřili v příchod božského spasitele – „Krále světla“, který očistí svět ode zla a přemůže jüanskou vládu. Tyto skupiny byly označovány za sekty či společnosti Bílého lotosu. V průběhu čtyřicátých let 14. století vykrystalizovaly dvě větve hnutí, jižní (s centrem v horách východního Chu-peje) a severní (na pomezí An-chueje a Che-nanu), doktrinálně shodné, ale organizačně nezávislé. V obou větvích existovala řada lokálních skupin, dosti samostatných a někdy nepřátelských. K předním hlasatelům nové víry patřili na jihu Pcheng Jing-jü, na severu Chan Šan-tchung a Liou Fu-tchung.
Vůdci povstání tuto víru využívali a někteří se za Krále světla prohlásili. Heslo „Král světla přichází“ (Ming-wang čchu-š’), převzetí příjmení Ming Min Žuejem (přejmenoval se na Ming Jü-čena), pojmenování říše Ming Ču Jüan-čangem, prohlášení se Velkým králem světla a Menším králem světla Chan Šan-tchungem a synem a Velkým pánem světla a Menším pánem světla Ming Jü-čenem a synem dokládá ústřední význam doktríny o vystoupení spasitele a velký vliv manicheismu v ideologii Rudých turbanů.

### Togtova vláda
Začátkem čtyřicátých let 14. století dominoval jüanské vládě Togto, původem Merkit. Togto se řídil konfuciánskou koncepcí státu v kontrastu vůči tradičním mongolským hodnotám a prosazoval rázné akce pro „užitek lidu a zisk státu“, ale program opravy Velkého kanálu (jehož cílem bylo zabezpečení dovozu rýže do hlavního města, dosud zásobovaného po moři) skončil krachem. Při povodních v létě 1344 Žlutá řeka protrhla dlouho neopravované hráze a změnila tok – dosud se vlévala do řeky Chuaj, nově tekla do moře severně od poloostrova Šan-tung. Poté řeka Chuaj opakovaně zalévala jižní Che-nan, severní An-chuej a Ťiang-su. Poškození Velkého kanálu, prostřednictvím kterého byly severní provincie zásobovány potravinami, v nich vyvolalo hlad. Postižená oblast se stala střediskem odporu proti mongolské vládě. Pod tíhou kritiky Togto v červnu 1344 rezignoval. Neakceschopnost následujících krátkodobých vlád vedla k posílení samostatnosti místních úřadů.
Rolníci se od konce třicátých let opakovaně bouřili. Koncem čtyřicátých let Fang Kuo-čen sjednotil piráty v pobřežních oblastech Če-ťiangu a Ťiang-su. Nejpředvídavější úředníci byli vážně znepokojeni zostřující se situací a předkládali císaři memoranda, v nichž navrhovali opatření pro odvrácení všeobecné vzpoury. Nicméně jüanský dvůr zůstal k upozorněním lhostejný.
Togto, který se roku 1349 vrátil k moci, se snažil veškerou politickou iniciativu soustředit do svých rukou. Pokusil se ulehčit obyvatelstvu snížením daní. Na pokles státních příjmů reagoval roku 1350, navzdory radám čínských hodnostářů, provedením finanční reformy. Peníze potřebné k hrazení vládních výdajů si jednoduše natiskl. Reforma byla, pro svůj kořistnický charakter, už současníky považována za jeden z důvodů lidového povstání. Bezprostředně však přinesla vládě velké prostředky, které se rozhodla použít k rekonstrukci hrází a kanálů na Žluté řece. Na stavby sehnala 170 tisíc pracovníků (150 tisíc rolníků a 20 tisíc vojáků). Kanál byl postaven, ale v těžkých podmínkách zemřelo mnoho lidí. Rozhořčení desítek tisíc hladových lidí využili členové Bílého lotosu k šíření svého učení a propagaci vzpoury, která vypukla roku 1351.

## Průběh

### Vzplanutí vzpoury (1351–1352)

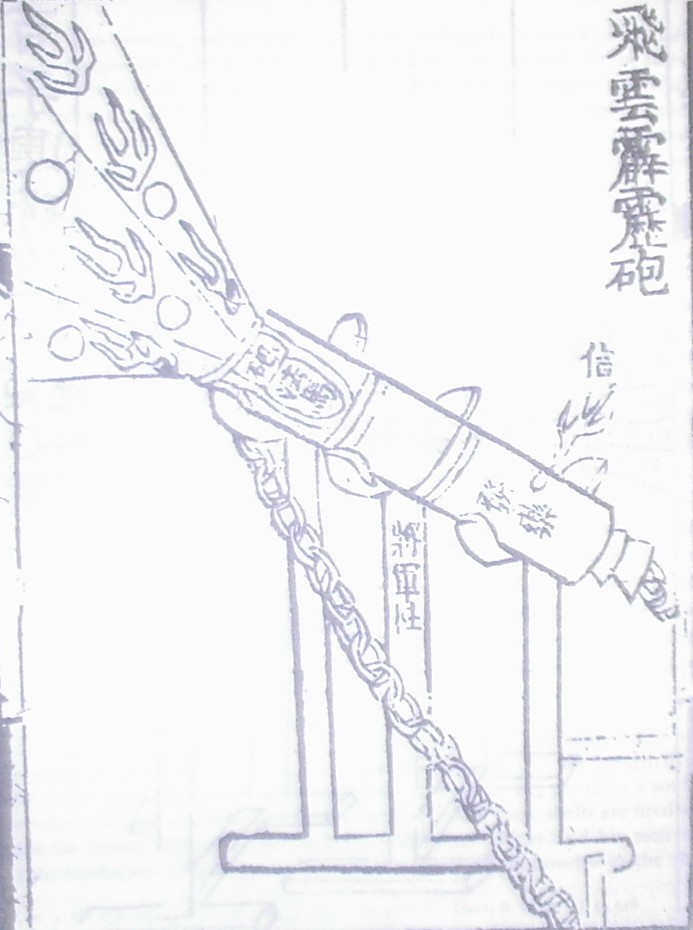
Čínský kanón, ilustrace z Chuo-lung-ťing, pojednání o raketových a střelných zbraních, druhá polovina 14. století.

Katalyzátorem neklidu se stal jednooký bůžek, nalezený koncem května 1351 při výše zmíněné stavbě hrází na Žluté řece, s nápisem na zádech: „Toto je kamenný jednooký člověk. Jakmile jej najdou, Podnebesí povstane.“ Nález udělal dojem na pověrčivé rolníky; mezi lidmi totiž už dříve koloval popěvek: „Kamenný jednooký člověk pobouří (Žlutou řeku) a Podnebesí povstane.“ Událost zřejmě zinscenovali členové Bílého lotosu, kteří brzy začali sestavovat z rolnických budovatelů hrází povstalecké oddíly. Vzpoura vypukla v severním Che-nanu 28. května 1351.
Důležitou roli v první etapě povstání sehráli Liou Fu-tchung, významný aktivista Bílého lotosu, a vůdce téže organizace Chan Šan-tchung, kterého prohlásili potomkem sungského císaře Chuej-cunga a ztělesněním buddhy Maitréji. Oddíly povstalců se začaly označovat za „armádu rudých turbanů“ (紅巾軍, chung-ťin chun, v soudobých zprávách zkracováno na „rudá armáda“ – 紅軍, chung-chun), její bojovníci si totiž jako odlišující znak vázali kolem hlavy rudé šátky či turbany. Za svůj cíl vyhlásili obnovení říše Sung zaniklé roku 1279 po dobytí jižní Číny Mongoly.
I když Chan Šan-tchung byl těsně před vypuknutím vzpoury zajat a později popraven, vojska vedená Liou Fu-tchungem úspěšně postupovala a během druhé poloviny roku 1351 obsadila značné území, přičemž početnost vzbouřenců dosáhla 100 tisíc. Zatímco Liouovi povstalci dobývali provincii Che-nan, vypukla 31. srpna 1351 v Sü-čou, na severu Ťiang-su, další vzpoura v čele s Li Erem, zvaným „Sezamový Li“. Brzy se Liova vojska spojila s armádou Liou Fu-tchunga a sám Li se podřídil Liouovi.
Tři měsíce po začátku povstání rudých vojsk na severu vypukla vzpoura i v centrální Číně. Od konce srpna 1351 vedli ve východním Chu-peji rebelii Cou Pchu-šeng a Sü Šou-chuej, druhý se zanedlouho prohlásil císařem říše Tchien-wan. I k Süovi, stejně jako k Liouovi, se připojovaly menší skupinky vzbouřenců. Brzy ovládl centrální a severní Chu-pej. Na jaře 1352 obsadil i Wu-čchang, hlavní město jüanské provincie Chu-kuang (Chu-kuang zahrnoval dnešní Chu-pej a Chu-nan). Poté vojska jižních rudých turbanů zahájila obsazování Chu-nanu a Ťiang-si.
Ve výsledku během tří – čtyř měsíců povstání zachvátilo ohromné území na jihu a západu Che-nanu, významnou část Ťiang-si a také části provincií Chu-kuang a Ťiang-če. Na rozdíl od Liouových povstalců vzbouřenci v centrální Číně neupřednostňovali jasná hesla o svržení cizí nadvlády – boj rolníků byl zaměřen proti velkým pozemkovým vlastníkům, mongolským i čínským. Přestože nepřátelství rebelů bylo namířeno především proti místním elitám, rovnostářská opatření nové moci se rychle vytrácela, když její správní aparát přejímal tradiční způsoby fungování a daňový systém; od roku 1353 už ťienwanský režim spolupracoval s džentry.

### Mongolská ofenzíva (1352-1355)

Mongolská jízda útočí šípy a granáty na pěší lučištníky. (japonské zobrazení mongolské invaze, cca 1293)

Jüanská vláda nicméně nebyla bez podpory, zběhnutí k rebelům byla vzácná a samy problémy povstalců s obsazováním úředních míst svědčí o opatrnosti místních elit. Přestože na počátku povstání byla mongolská armáda zcela dezorganizovaná, Togto ve funkci hlavního velitele v podřízených oddílech velmi rychle zavedl pořádek. Zorganizoval silnou vlastní armádu, jejíž velitelé byli vyznamenáni za úspěch a hlavně netrestáni za porážku, v kontrastu k oficiálním jüanským řádům. Díky rotaci vojsk i velitelů a oddělení velení nad bojovými akcemi od kontroly zásobování udržel jednotu a poslušnost podřízených.
Záhy vládní vojska, s podporou místních oddílů čínských i mongolských feudálů, zasadila řadu podstatných porážek jak vojskům severních, tak jižních turbanů, i když ani ta, ani ona nebyla zcela rozdrcena. K destabilizaci povstaleckých států přispěly i epidemie a hladomor postihující v letech 1352–1354 střední Čínu.
Togto vedl armádu přímo proti hlavnímu cíli – zabezpečení Velkého kanálu. V říjnu 1352 dobytím Sü-čou nastolil kontrolu nad povodím řeky Chuaj a postupoval dále na jih. V létě 1353 zaútočil na východní Chu-pej, centrum ťienwanského režimu. Na podzim 1353 dobyl ťienwanské hlavní město Čchi-šuej a císaři Sü Šou-chuejovi nezbylo než se s částí dvora ukrýt v horách.
Na severu a východě Togto zatím posiloval a reorganizoval svá vojska a obnovoval civilní správu, následující rok (1354) se zde vrhl do další ofenzívy. 
Poté, co byla povstání v provinciích Che-nan, Ťiang-si a Chu-kuang v zásadě poražena, pokusil se zlikvidovat vzpouru i na dolním toku Jang-c’-ťiang, kde se drželi Čang Š’-čcheng, od roku 1354 král Čou, a Fang Kuo-čen. Zaútočil na prvního a oblehl jej v Kao-jou. Před kapitulací Čanga zachránilo neočekávané odstranění Togta z místa hlavního velitele v lednu 1355. Jeho vojska byla předána jiným velitelům a od města odtáhla.
Jüanský dvůr si totiž myslel, že rebelové jsou prakticky potlačeni, a dospěl k přesvědčení, že po definitivní porážce povstalců by Togto byl příliš mocný a neovladatelný. Togto bránil samostatnosti projüanských správců provincií a prefektur i generálů. 
Po jeho odvolání však mongolská vláda nebyla schopna kontrolovat ani vlastní armády, natož likvidovat povstalce.
V letech 1352–1354 existovalo v Chao-čou v Che-nanu další nevelké a pomalu rostoucí povstalecké ohnisko. V čele povstalců zde stál Kuo C’-sin, zámožný měšťan, člen Bílého lotosu. Nebyl jediným vůdcem povstalců v Chao-čou, což v dalším vedlo k rozkolu a bojům.

### Fragmentace Číny (1355–1360)

#### Říše Jüan

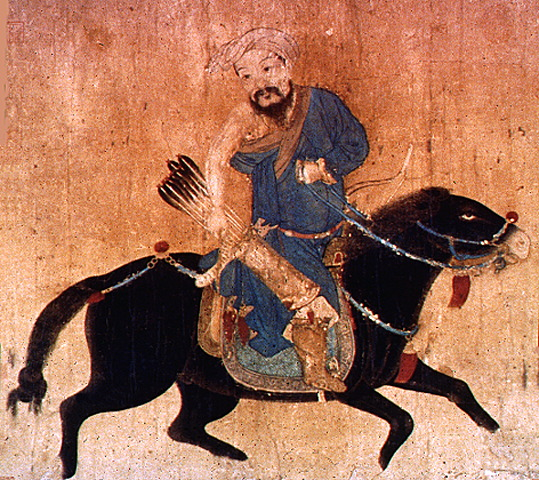
Mongolský lučištník na čínské miniatuře mingské doby. Dnes ve Victoria and Albert Museum, Londýn

Po roce 1355 jüanská vláda ztratila vliv na chod provincií a nebyla v nich schopna nadále jmenovat úředníky a velitele. Čínu ovládali místní rebelští i loajalističtí vládci, ti i oni fakticky nezávislí. Pod kontrolou vlády zůstal pouze region hlavního města.
Ve druhé polovině 50. let postupně získal převahu v Severočínské nížině jüanský generál Čagan Temür. Nebyl však schopen soustředit se na boj s povstalci kvůli stálé rivalitě uvnitř jüanského tábora. Střetům s projüanskými generály musel věnovat neméně sil než boji s rebely. Jeho hlavním nepřítelem byl Bolod Temür, otec císařovny, usazený v Šan-si.
Ani povstalecké státy nevynikaly vnitřní soudržností. Byly kontrolovány ozbrojenými skupinami loajálními ke svým vůdcům, přičemž vládce stál na vrcholu mocenské pyramidy pouze jako nejvyšší vojenský velitel, první mezi rovnými. Pokud byl neúspěšný, jeho generálové neváhali hledat vlastní cestu. Rozbrojům mezi vládnoucí elitou podlehla říše Tchien-wan, s nespolehlivostí generálů se potýkaly i státy Sung, Chan a doména Ču Jüan-čanga.
Mnozí konfuciáni v této situaci podpořili regionalizaci moci a formální podřízení regionálních vládců Pekingu, tedy feudalizaci Číny podle vzoru dynastie Čou. Očekávali respektování konfuciánské etiky regionálními vládci a následné uklidnění bojů, což bylo přitažlivé i pro jüanské loajalisty v jižní Číně. Druhá část vzdělanců hájila ideu jednotné Číny s malou a šetrnou vládou, odmítající korupci. Poté, co jejich program nevyslyšela jüanská vláda, soustředili se kolem Ču Jüan-čanga v Nankingu.

#### Říše Sung

Čína roku 1358

Po odvolání Togta získali povstalci volnost v jednání. V březnu 1355 vůdcové severní větve Rudé armády v čele s Liou Fu-tchungem vyhledali Chan Šan-tchungova syna Chan Lin-era s matkou, skrývající se od roku 1351, a přivezli je do Po-čou (na severu dnešní provincie An-chuej, ve starověku metropole státu Sung) Poté vyhlásili říši Sung, Chan Lin-er byl prohlášen císařem, jeho matka císařovnou-vdovou. Nový stát oficiálně navazoval na sungskou říši (existovala v letech 960–1279) zničenou Mongoly. Chan Lin-er se dokonce prohlašoval za potomka sungských císařů.
Současně se Kuo C’-sing rozhodl přejít se svými oddíly na jižní bohatý břeh Jang-c’-ťiang, dosud nezasažený boji ale počátkem roku 1355 zemřel. Velení nad jednotkami se po dramatických peripetiích zmocnil nejvlivnější z jeho generálů Ču Jüan-čang. V dubnu 1356 Ču obsadil Nanking a příští měsíc jej Chan Lin-er jmenoval hlavou provincie Ťiang-nan vytvořené z dobytých území jižně od řeky. V kontrastu k ostatním povstaleckým vůdcům Ču kladl velký důraz na řádnou vládu, spolupráci s místními elitami a klidný život obyvatel. Jako syn chudého rolníka rozuměl životu vesničanů a přihlížel k jejich potřebám. Výsledkem úspěšné konsolidace ovládaného území byl růst hospodářství i daňových příjmů.
Ve srovnání s počátkem 50. let disponovaly severní Rudé turbany kvalitnější organizací a aktivnějšími vojenskými jednotkami. Roku 1356 Liou Fu-tchung inicioval sérii nájezdů s dalekým dosahem – na západ do Šen-si, na sever k letnímu hlavnímu městu Šang-tu, na východě až k Pchjongjangu v Koreji. Na osvobozených územích vytvořila sungská vláda v letech 1356–59 celkem pět provincií. Nejschopnějšími provinčními veliteli byli Mao Kuej v Šan-tungu, a Ču Jüan-čang v Ťiang-nanu. Naproti tomu centrální správa pod Liou Fu-tchungem byla sice početná, leč nevýkonná.
Léta 1357–1358 byly dobou nejvyššího vzestupu sungské moci. V červnu 1358 Liou Fu-tchung přesídlil do právě dobytého Pien-liangu (dnešní Kchaj-feng), před staletími metropole říše Sung.
Už roku 1359 Čagan Temür vyhnal sungské povstalce z Kchaj-fengu. Chan Lin-erovi zůstalo pouze několik stovek vojáků, ale protože se pak Čagan Temür zaměřil na boj s Bolodem Temürem a poté na dobývání Šan-tungu, mohla Chanova skupina přežít v An-fengu, prefekturním městě na západě An-chueje, až do roku 1363. Po 1359 si severní Rudé turbany udržely význam pouze díky nominální loajalitě Ču Jüan-čanga k jejich vůdci Chan Lin-erovi. Nicméně v letech 1355–59, zatímco říše Sung dominovala severočínské planině a stáhla na sebe pozornost mongolské vlády v Pekingu, povstalecké státy na Jang-c’ zesílily a upevnily svou moc.

#### Domény Čang Š’-čchenga a Fang Kuo-čena
V dubnu 1356 Čang Š’-čcheng také zamířil na jih, překročil řeku Jang-c’-ťiang a prohlásil svým sídlem Su-čou. Kromě Su-čou obsadil i šest dalších zalidněných prefektur na jih od řeky, severním směrem jeho vliv dosáhl až k Šantungu. Roku 1359 dobyl na jihu Chang-čou.

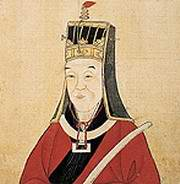
Čang Š’-čcheng

Úřady uspořádal podle jüanského vzoru, ale s použitím tradičních názvů. Roku 1357 se poddal dynastii Jüan, čímž stabilizoval svou pozici. Souhlasil s dodávkami obilí do Pekingu po moři prostřednictví flotily Fang Kuo-čena. Svazek s Pekingem zpřetrhal až roku 1363, když se prohlásil králem Wu.
Zdrojem vize moci rodiny Čang byl Š’-čchengův mladší bratr Š’-te, po jeho smrti roku 1357 byl Š’-čcheng spokojen s panováním v Su-čou a upustil od expanze. Početná populace dávala jeho režimu moc a politickou sílu, averze k Bílému lotosu a loajalita k říši Jüan, nyní podporující konfucianismus, mu přinášela důvěru místních vzdělanců. Byl velkorysý v zacházení s podřízenými a úspěšný při získávání lidí na svou stranu, během soupeření s Čuem přebíhali více od Čua k němu než naopak.
Závislost jüanské metropole Ta-tu (Pekingu) na dodávkách rýže z jihu přinesla důležitost Fang Kuo-čenovi, jehož loďstvo v letech 1348-68 ovládalo východočínské pobřežní vody. Roku 1356 získal kontrolu nad třemi pobřežními prefekturami Če-ťiangu. Pekingská vláda mu udělila hodnosti vévody z Čchu a provinčního kancléře po levici. Nicméně Fangova moc více než na jeho vlastní síle závisela na rovnováze moci v Číně a uzavření Velkého kanálu.

#### Říše Tchien-wan
Na středním toku Jang-c’-ťiang se po odvolání Togta zabezpečila říše Tchien-wan, jejíž hlavou byl císař Sü Šou-chuej, ale nejsilnější figurou nyní Ni Wen-ťün. Roku 1355 dobyla na říši Jüan většinu Chu-peje. Hlavním městem říše se stal Chan-jang. Do roku 1357 byl obsazen celý Chu-nan a Chu-pej. Téhož roku vojevůdce Ming Jü-čen v čele tchien-wanské flotily vyplul proti proudu Jang-c’-ťiang a dobyl S’-čchuan. I když formálně zůstal loajální k Sü Šou-chuejovi až do Süovy smrti roku 1360, fakticky v S’-čchuanu vládl nezávisle.
Moc říše Sü Šou-chua kulminovala v letech 1357-58. Tehdy ovládala celý Chu-kuang, Ťiang-si, S’-čchuan a části Šen-si. Územní růst tchien-wanského státu vyvolal nespokojenost s Niovou dominancí u skupiny původních vůdců režimu v čele s Cou Pchu-šengem. Ni reagoval pučem proti Süovi, ale neuspěl a byl roku 1357 zabit Čchen Jou-liangem.
Čchen převzal Niovu armádu, vynutil si uznání od Süa a usadil se v Ťiou-ťiangu v Ťiang-si. V letech 1357–59 se soustředil na ovládnutí Ťiang-si, přičemž zůstal autonomní podobně jako Ming v S’-čchuanu, zatímco Sü vládl pod dozorem Cou Pchu-šenga z Chan-jangu. Čchen obsadil Ťiang-si, východ Chu-peje a jednu prefekturu v Če-ťiangu. Roku 1359 se stal králem z Chan. Výpad do Fu-ťienu byl odražen tamním jüanským loajalistou Čchen Jou-tingem. Protože poté území Ču Jüan-čanga a Čchen Jou-tinga blokovala expanzi na východ, obrátil se na západ. Roku 1360 zavraždil Süa, převzal jeho území a prohlásil se císařem říše Chan.
Čchen Jou-liang podobně jako Ču Jüan-čang patřil ke druhé generaci vůdců, kteří nepatřili k milerianistům, ale spolupracovali s místní džentry a obnovovali tradiční pořádky. V zájmu rozšíření sociální základny režimu totiž zaujali umírněnější ideologický kurs. Podobně se i Ming Jü-čen pokusil zkombinovat konfucianismus vzdělané elity se symbolikou lidového milerianismu.

### Ču Jüan-čang získává převahu (1360–1367)

#### Čína roku 1360

Čína roku 1360

Roku 1360 Ču Jüan-čang kontroloval část Ťiang-su, celý An-chuej na jih od Jang-c’-ťiang a vnitrozemí Če-ťiangu. Jak teritorium Čang Š’-čchenga na dolním toku Jang-c’-ťiang (jižní Ťiang-su a severní Če-ťiang), tak říše Chan Čchen Jou-lianga na středním toku Jang-c’-ťiang byly potenciálně silnější. Tyto tři režimy před rokem 1360 expandovaly na úkor nepravidelných jüanských jednotek a místních okresních či městských vlád, které nebyly schopny spolupracovat. Po roce 1360 ale už nebylo možno takto v jižní Číně růst. Ču, Čang a Čchen si rozdělili povodí Jang-c’, zbytek jižní Číny byl vesměs pod kontrolou „jednoprovinčních“ režimů – Fang Kuo-čen byl pánem východočínského pobřeží, Ming Jü-čen vládl v S’-čchuanu, trojice jüanských loajalistů - Čchen Jou-ting, Che Čen a Basalawarmi ovládala Fu-ťien, Kuang-tung a Jün-nan. Tyto provinční režimy nebyly schopny ohrozit silnou trojku, ale byly silné v obraně. Někdo z trojky by pro útok na provinční režim musel soustředit velké síly, čímž by se odkryl druhým dvěma.
Nicméně jüanský císař byl stále mnohými viděn jako legitimní vládce. Po zavraždění Čagana Temüra roku 1362 se nejvlivnější figurou jüanského tábora stal neméně schopný Kökö Temür. Byl povýšen na knížete z Chan a měl dostatečnou moc k stabilizaci místní správy, do níž jmenoval přes dva tisíce úředníků. Po Čaganovi zdědil nejen armádu a vliv, ale i nepřátele. Jeho vztahy s dvorem vyústily do otevřené války roku 1368, právě když Číňané zahájili tažení na sever. Pod touto hrozbou uzavřel s císařem mír a podporoval jej i později.

#### Říše Sia
Po dobytí S’-čchuanu v něm Ming Jü-čen vládl do smrti ťianwanského císaře Sü Šou-choua roku 1360 jeho jménem, poté se odmítl podřídit Čchen Jou-liangovi. Prohlásil se „Pánem světla“ (Ming-ču) a roku 1362 císařem státu Sia. Používání symboliky lidového milerianismu spojil s podporou konfucianismu, získal tak důvěru lidu i podporu džentry. Po neúspěchu pokusu o dobytí mongolského Jün-nanu se další expanze vzdal. Roku 1366 ho následoval na trůnu nedospělý syn Ming Šeng, titulovaný „Nižší pán světla“ (Siao ming-ču).

#### Zánik říše Sung
Po ústupu Chan Lin-era z Kchaj-fengu před Čagan Temürem v létě 1359 moc sungské vlády rychle slábla a její provincie se o sebe musely postarat samy. Kromě Ču Jüan-čangova Ťiang-nanu žádná nepřežila rok 1362. Chan Lin-er uznal Čuovu samostatnou vládu na všech jím vybojovaných územích a roku 1361 ho jmenoval vévodou z Wu.
Poté, co koncem února 1363 mongolská armáda ve spojení s vojsky Čang Š’-čchenga obklíčila An-feng, poslední útočiště Chan Lin-era a Liou Fu-tchunga, mnohaleté povstání rudých vojsk na severu utrpělo konečnou porážku. Ču proti radám konfuciánů (zejména Liou Ťiho) riskantně vyslal záchrannou armádu, která by zachránila Chan Lin-era, Liou však byl nepřítelem zajat a zabit. Od té doby se císař říše Sung stal čestným zajatcem Čua, který ho i s dvorem usadil západně od Nankingu na druhém břehu Jang-c’-ťiang v Čchu-čou.

#### Dobytí říše Chan

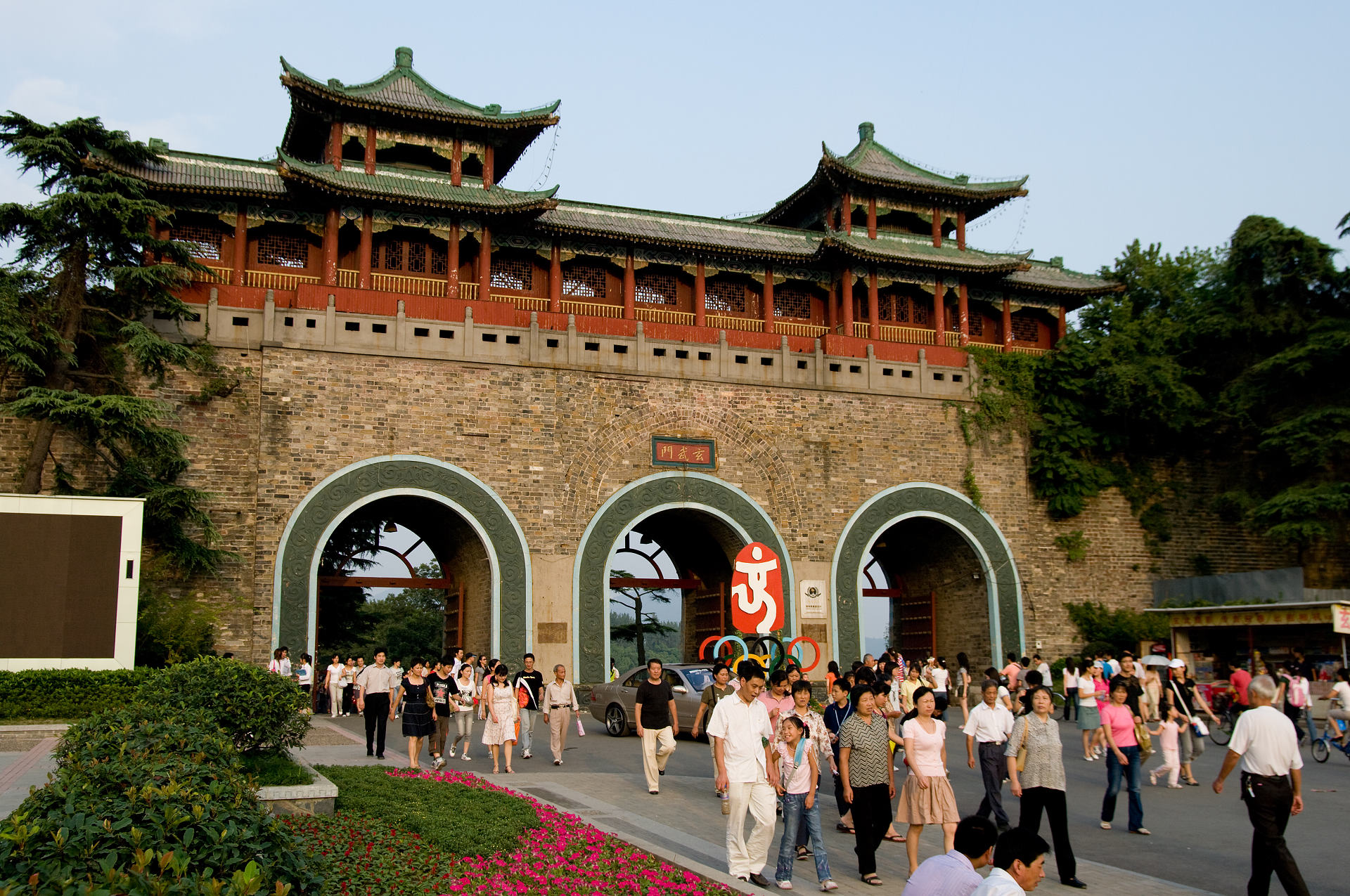
Brána Süan-wu v Nankingu

Ve válce v letech 1360–1365 Ču Jüan-čang dobyl stát Čchen Jou-lianga. Boj rivalů rozhodla bitva na jezeře Pcho-jang, ve které zvítězila říční flotila Ču Jüan-čanga.
Válku zahájil útok chanské armády na Nanking roku 1360, útočníci byli Čuem rozdrceni. Roku 1361 se válčilo v původně chanské provincii Ťiang-si, která přecházela z ruky do ruky. Následující rok získal kontrolu nad provincií Ču Jüan-čang.
V lednu 1363 armáda Čang Š’-čchenga překvapivě zaútočila na An-feng, kde sídlil sungský císař Chan Lin-er. Ču sungské vládě formálně podléhal a Chan byl v jeho armádě stále uctíván, proto vyslal císaři na pomoc svou armádu.
Odchod hlavních sil Čuových vojsk na sever, kde uvízla do srpna 1363, přinesl Čchenovi šanci na obrat ve válce. Postavil třistatisícovou armádu, která početně převyšovala hlavní síly Čua a zahrnovala silné loďstvo. Čchen očekával, že po zničení nejsilnější nepřátelské posádky v Nan-čchangu místní náčelníci z Ťiang-si opět přejdou na jeho stranu a s využitím jejich sil zaútočí na Nanking. Ale nančchangská posádka pod velením Teng Jüa odolávala až do začátku června 1363, čímž zpomalila postup nepřítele. V polovině srpna konečně Čuovo vojsko a loďstvo vyrazilo z Nankingu po řece Jang-c’-ťiang s asi stotisíci muži. Dne 29. srpna 1363 se obě flotily srazily na jezeře Pcho-jang ve čtyřdenní bitvě, ve které bylo chanské loďstvo poraženo a sám Čchen Jou-liang padl.
V letech 1364–1365 se Ču soustředil na obsazení a absorpci chanských teritorií. Mnoho chanských prefekturních a okresních velitelů se vzdalo bez boje, Chu-kuang byl pacifikován generálem Sü Ta do dubna 1365, střední a jižní Ťiang-si ovládli generálové Čchang Jü-čchun a Teng Jü do února 1365. Integrace těchto území dala Čuovi nejméně dvojnásobnou převahu v populaci proti komukoliv. Nejsilnějšími nepřáteli Čua nyní byli mongolský vojevůdce Kökö Temür v severní Číně a Čang Š’usazený v Su-čou.

#### Království Wu a říše Ming

Čína roku 1365

Po porážce a smrti Čchen Jou-lianga se Čang Š’-čcheng zřekl formální podřízenosti jüanské vládě a v říjnu 1363 se vyhlásil králem státu Wu. V reakci na to se i Ču Jüan-čang 4. února 1364 prohlásil králem Wu. Ču ovšem nadále uznával formální podřízenost sungskému režimu nyní bezmocného Chan Lin-era a pokud Chan žil, užíval jeho éru Lung-feng (Dračího fénixe). Nicméně administrativa byla jeho vlastní, sestavená podle jüanského vzoru.
Na porážku státu Chan reagoval Čang Š’-čcheng koncem roku 1364 preventivním útokem, ve snaze o získání převahy než bude Ču Jüan-čang schopen využít potenciálu nově dobytých území, ale ofenzíva byla na jaře 1365 odražena. Následoval Čuův protiútok. Spolu se svými generály se rozhodl před finálním útokem na srdce nepřítele, sučouskou oblast, nejdříve „odstřihnout křídla“ Wu – obsadit území severně od Jang-c’-ťiang a wuskou část Če-ťiangu. Nejvyšším velitelem útočících vojsk byl jmenován Sü Ta; plán byl proveden, vzhledem k převaze Čuovy armády, bez větších potíží. Od prosince 1366 začalo desetiměsíční obléhání Su-čou, na podzim 1367 bylo celé Wu obsazeno a připojeno ke stejnojmennému státu Ču Jüan-čanga.
Na čínský nový rok, 23. ledna 1368, se Ču Jüan-čang v Nankingu prohlásil císařem říše Ming. Za název éry a heslo své vlády určil „Chung-wu“ (洪武) – „Nesmírná bojovnost“.

### Sjednocení Číny (1367–1372)

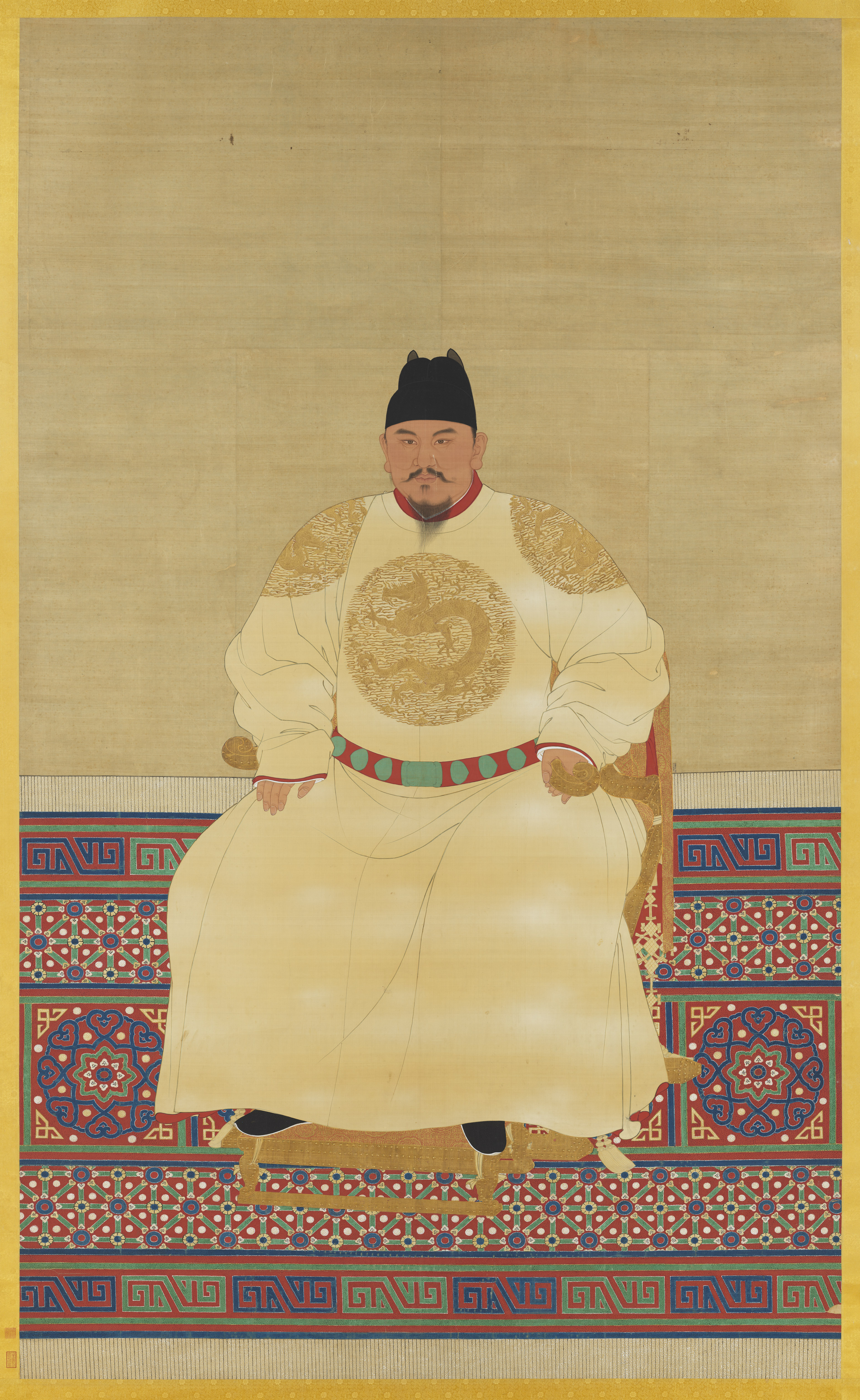
Chung-wu, první císař dynastie Ming, vládl 1368–1398.

Už na podzim 1367 mingská vojska vytrhla proti Fang Kuo-čenovi. Armáda Ču Liang-sua v říjnu obsadila pobřeží, zatímco loďstvo Tchang Chea vyhnalo Fanga z Ning-po na moře; v prosinci 1367 se Fang vzdal. V listopadu 1367 mingská pozemní armáda i loďstvo vyrazily na jih. Během tří měsíců byl dobyt Fu-ťien. V dubnu 1368 loďstvo dosáhlo Kantonu a bez problémů zabralo celou provincii Kuang-tung. S posilou vojska přišlého z Chu-kuangu byla do července 1368 obsazena i provincie Kuang-si.
Současně s jižním tažením Ču vyslal dvestěpadesátitisícovou armádou vedenou Sü Taem a Čchang Jü-čchunem zabrat severní Čínu. Do března 1368 pozemní i námořní síly dobyly Šan-tung, v květnu byl obsazen celý Che-nan. Počátkem září Süovo vojsko dosáhlo Ta-tu (dnešní Peking), jüanský císař Togon Temür uprchl na sever do Šang-tu. Poté tažení pokračovalo útokem na Šan-si. V letech 1369–1370 byly dobyty severozápadní provincie – Šan-si a Šen-si (tehdy včetně dnešní Kan-su), přičemž Kökö Temür uprchl do Mongolska. Jüanský císař na ústupu zemřel. Jeho syna a nástupce Ajuširidaru mingská vojska zahnala za poušť Gobi do Karakorumu a současně zajala Ajuširidarovu manželku i syna Maidiribalu.
Po vítězství nad Mongoly přišla řada na říši Sia v S’-čchuanu. Diplomatická jednání selhala a tak začátkem roku 1371 generál Fu Jou-te dostal rozkaz zaútočit na S’-čchuan ze severu. Současně Tchang Che a Liao Jung-čung postupovali z východu proti proudu Jang-c’-ťiang. Byli zprvu zastaveni, ale po odeslání části obránců na sever proti druhé armádě a využití dělostřelecké převahy se dali do pohybu. V září 1371 už celý S’-čchuan poslouchal Mingy.
Na rok 1372 Chung-wu naplánoval dobytí Mongolska. Z Číny vytáhly tři mohutné armády na severozápad, sever a severovýchod, ale pouze severozápadní uspěla, druhé dvě Mongolové rozdrtili. Neúspěchy roku 1372 zničily sen Chung-wua o dobytí celého jüanského impéria, Číny i stepi. Číňanům v následujících letech nezbylo než přejít na severní hranici k obraně.

## Důsledky
Třebaže dvě desetiletí bojů bezprostředně přinesla nezměrné škody a ničení, nakonec vyústila v opětovné sjednocení Číny a nastolení vnitřního míru. Po mnoha staletích byla celá Čína pod vládou čínské národní dynastie – dynastie Ming.
V přípravě a průběhu povstání měla rozhodující roli různá náboženská (buddhistická, manichejská a taoistická) hnutí v čele se společností Bílého lotosu. Nicméně v průběhu let se povstalecké režimy přikláněly ke konfuciánství. Nakonec ve sjednocené říši její mingská vláda ostře vystoupila proti svým bývalým nepokojným spojencům. Roli státní ideologie zaujal Ču Siho neokonfucianismus.
Nová vláda stála v čele všestranné obnovy hospodářství a stability společnosti. Ukázala se být, přes krátkou občanskou válku v letech 1399–1402, pevná a stabilní. Mingská Čína zažila v následujících dvouapůl stoletích dlouhé období ekonomického i kulturního rozmachu doprovázené více než zdvojnásobením počtu obyvatel.